# Paliga suavalis
Paliga suavalis là một loài bướm đêm trong họ Crambidae.